# Apollonia von Dalberg
Apollonia von Dalberg (geistlich auch: Maria Apollonia) (* um 1487; † 12. April 1524) aus der Familie der Ritter von Dalberg war Äbtissin des Klosters Marienberg bei Boppard.

## Herkunft und Familie
Apollonia war eine Tochter Friedrichs VI. von Dalberg (1459–1506) und dessen Frau Katharina, Tochter des Dieter und der Anna von Gemmingen (um 1462–1507).
Anna Apollonia war die einzige Dalbergerin, die im Kloster Äbtissin wurde, obwohl in dieser Zeit noch fünf weitere Frauen aus der Familie hier eintraten. Eine Reihe entfernter Verwandter von Apollonia aus der Familie der Kämmerer von Worms wurden ebenfalls Nonnen im Kloster Marienberg, darunter in Führungspositionen: Guda, Tochter von Johann VII. Kämmerer von Worms, wurde Mitte des 14. Jahrhunderts Priorin des Klosters Marienberg, Kunigunde Beyer von Boppard, verwitwete Kämmerer von Worms († 21. März 1476) wurde nach dem Tod ihres Mannes, Adam I. Kämmerer von Worms († 18. Dezember 1463), Nonne und starb als Äbtissin des Klosters Marienberg und Barbara († 1535), Tochter von Philipp I. Kämmerer von Worms, wurde 1469 Priorin des Klosters. Margarethe und Gertrud, zwei Schwestern von Apollonia, lebten ebenfalls als Nonnen im Kloster Marienberg.

## Wirken
Apollonia trat als Nonne in das Kloster Marienberg bei Boppard ein. Sie folgte dort als Äbtissin der im April 1518 verstorbenen Cäcilia von Ingelheim und amtierte bis zu ihrem Tod 1524.
Anna Apollonias Grabplatte war unterhalb der Stufen zum Chor der Klosterkirche eingelassen, wurde beim Brand der Klostergebäude 1738 schwer beschädigt und spätestens beim Abriss der Kirche 1802 beseitigt. Beim Neubau des Klosters nach dem Brand, in der 2. Hälfte des 18. Jahrhunderts, wurde für sie – wie für andere Ordensmitglieder auch – eine neue Platte im Kreuzgang aufgestellt. Davon ist die untere Hälfte erhalten und heute im Klostergarten aufgestellt. Die Inschrift lautet R(EVEREN)DA D(OMI)NA / dE DalbE/RG PRae/FVIT A(NN)IS 5 / ObIIT A(NN)O / 1524 (Die ehrenwerte Frau von Dalberg, die [dem Kloster] 5 Jahre vorgestanden hat, verstarb im Jahr 1524). 1773 war diese Platte noch intakt, als sie abgezeichnet wurde. Die Zeichnung ist erhalten.